# Deutsche Frauen – Deutsche Treue
Deutsche Frauen – Deutsche Treue är en tysk dramafilm från 1927 i regi av Wolfgang Neff. I huvudrollerna ses Eugen Neufeld, Philipp Manning och Helga Thomas. Titeln är hämtad från den tyska nationalsångens andra vers.

## Rollista i urval
- Eugen Neufeld - Överste Wolfram
- Philipp Manning - Major Stürmer
- Helga Thomas - Gisela, hans dotter
- Hermine Sterler - Regine Vollrath
- Carl Walther Meyer - Löjtnant Günther Vollrath, hennes son
- Géza L. Weiss - Emil, hans kollega
- Sophie Pagay - Marie, Regines hushållerska
- Fritz Kampers - Max Hühnerbein
- Hermann Picha - Heinrich Taube, gästgivare
- Lydia Potechina - Frau Taube
- Gottfried Hagedorn - tysk Stabsarzt
- Ferdinand von Alten - Vaughan, fransk Stabsarzt
- Adele Sandrock - Madame Viard
- Solveig Hedengran - Marcelle, hennes barnbarn